# Дорога на Рукаярви
«Доро́га на Ру́кая́рви» (фин. Rukajärven tie, также известен в России под названиями «Сорок первый год: Противостояние», «Засада» и «В тылу врага») — фильм 1999 года. Снят по роману финского писателя Антти Туури «Жизнь — Родине» (фин. Elämä isänmaalle, 1998). Рукаярви — финское название села и озера Ругозеро (Муезерский район Республики Карелия).
В Финляндии фильм стал главным кинособытием 1999 года и получил несколько престижных призов на местных фестивалях. Под названиями «Засада» фильм был участником конкурсной программы XXI Московского международного кинофестиваля в июле 1999 года, но наград не получил. Позднее фильм был издан в России на DVD компанией-дистрибьютором «DVD Сервис» под названием «В тылу врага».

## Сюжет
В основу фильма положены события в июле 1941 года, происходящие в восточной Карелии во время советско-финской войны. Отряд лейтенанта Ээро Перкола получает задание продвинуться в тыл противника, чтобы позже поддержать наступление основных сил 14-й пехотной дивизии под командованием генерал-майора Эркки Йоханнеса Рааппана на Ругозерском направлении.

## В ролях
| Актёр               | Роль                        |
| ------------------- | --------------------------- |
| Петер Францен       | лейтенант Ээро Перкола      |
| Ирина Бьёрклунд     | лотта Каарина Вайникайнен   |
| Кари Хейсканен      | младший капрал Юсси Луккари |
| Тайсто Реймалуото   | капрал Унто Сааринен        |
| Кари Вяянянен       | капрал Тауно Сниккер        |
| Томми Эронен        | рядовой Симо Карппинен      |
| Пекка Хейккинен     | капрал Эверт Рёнккё         |
| Пекка Хуотари       | рядовой Мартти Раассина     |
| Теро Яртти          | рядовой Мойланен            |
| Рауно Ювонен        | рядовой Хямяляйнен          |
| Артту Капулайнен    | рядовой Вилле Сниккер       |
| Петри Маннинен      | рядовой Хейккинен           |
| Аку Лайтинен        | рядовой Книхти              |
| Кристо Салминен     | рядовой Кукконен            |
| Кари-Пекка Тойвонен | рядовой Лейнонен            |
| Илкка Хейсканен     | лейтенант Паасивирта        |
| Роберт Энккелль     | капитан Раутакорпи          |
| Кай Лехтинен        | майор Кивикари              |
| Яри Ниссинен        | 2-й лейтенант Торко         |
| Марко Рёр           | капитан Корпи               |
| Хейкки Тёрми        | 2-й лейтенант Ладенсуо      |
| Мария Ярвенхельми   | лотта Кауппила              |
| Минна Пириля        | лотта Лоухела               |
| Евгений Хаукка      | раненый советский солдат    |